# Малуево
Малуево — деревня в Фурмановском районе Ивановской области России, входит в состав Дуляпинского сельского поселения.

## География
Расположена в 18 км на юго-восток от центра поселения села Дуляпино и в 16 км на юго-запад от районного центра города Фурманова.

## История
В конце XIX — начале XX века деревня являлась центром Малуевской волости Нерехтского уезда Костромской губернии, с 1918 года — в составе Середского уезда Иваново-Вознесенской губернии.
С 1929 года село являлось центром Малуевского сельсовета Середского района Ивановской области, с 1931 года — в составе Каликинского сельсовета, с 1976 года — в составе Дуляпинского сельсовета, с 2005 года — центр Дуляпинского сельского поселения.

## Население
| 1872 | 1897 | 1907 | 2002 | 2010 | 2015 |
| ---- | ---- | ---- | ---- | ---- | ---- |
| 129  | ↘82  | ↗123 | ↘12  | ↘10  | ↗11  |